# Severodvinsk
Severodvinsk (in russo Северодви́нск?; fino al 1957 Мо́лотовск, Molotovsk) è una città della Russia subartica, nell'oblast' di Arcangelo di 185 075 abitanti. Fu fondata nel 1936 e ottenne lo status di città nel 1938.
Ospita alcuni importanti cantieri navali specializzati nella costruzione di vascelli militari e, in particolare, di sottomarini, pertanto è una città chiusa.

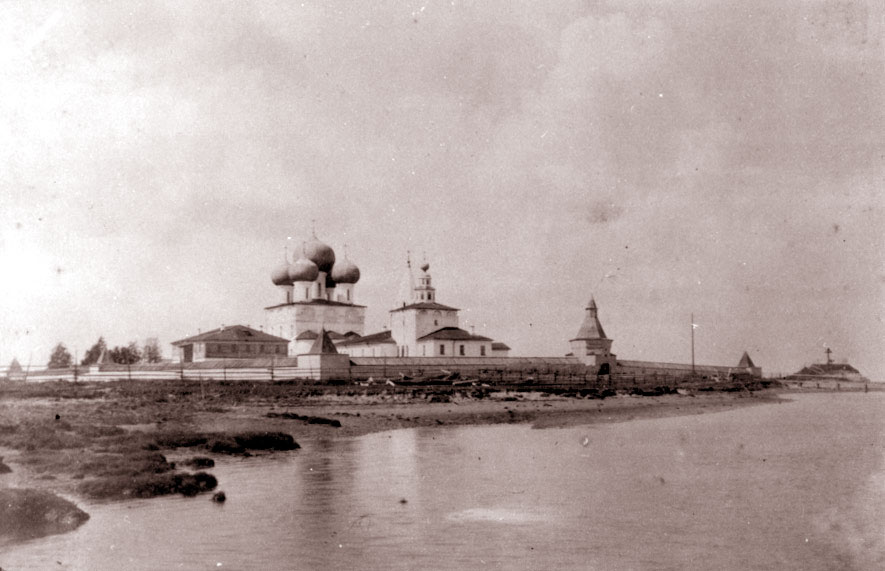
Vista del monastero dei careliani di San Nicola all'inizio del ventesimo secolo

## Geografia
Severodvinsk si trova all'estremità occidentale del delta della Dvina Settentrionale a 35 km a ovest di Arcangelo.

## Storia
L'insediamento è segnalato per la prima volta nel 1419, quando gli svedesi navigarono nella baia e bruciarono il monastero Nikolo-Korelskij che sorgeva sulla costa. Il monastero, la cui fondazione è attribuita a sant'Eufemio, ospitava una missione di fede ortodossa in Carelia. L'abbazia rimase in rovina fino al 1471, quando due figli di Marfa Boreckaja vennero uccisi da una violenta tempesta ed i loro corpi recuperati sulla spiaggia presso il monastero dodici giorni dopo. Dietro insistenza della Boreckaja, moglie del governatore (posadnik) di Velikij Novgorod, il monastero fu restaurato e divenne tomba dei due giovani.
Il 24 agosto 1553 una nave di Richard Chancellor raggiunse le miniere di sale di Nënoksa, famose per le loro architetture in legno. I marinai inglesi procedettero fino al monastero Nikolo-Korelskij, dove ebbero la sorpresa di trovare una comunità di marinai ("sailors in soutanes") e un molo abbastanza grande da ospitare diverse navi. La chiesa principale dell'insediamento era dedicata a San Nicola, santo patrono dei marinai: la costruzione era di tale importanza che nel XVI secolo la baia divenne nota come "Baia di San Nicolas" (oggi è nota con il nome di Mar Bianco).

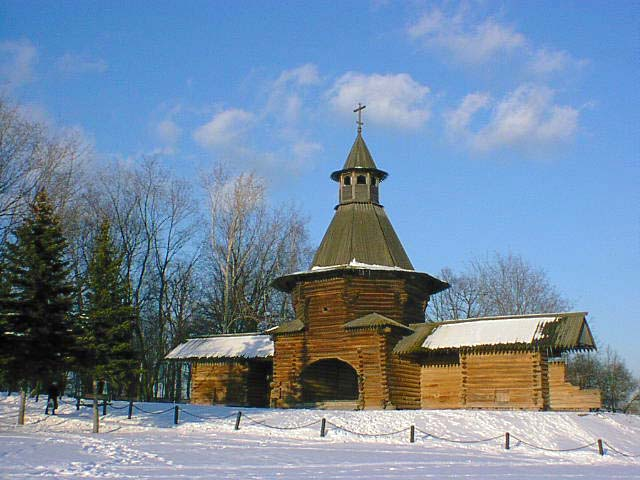
Entrata del monastero dei careliani di San Nicola (1691), adesso a Kolomenskoe nel Museo di Mosca

Il monastero si espanse dopo l'insediamento della Muscovy Company, una delle principali compagnie di commercio russe, e il porto godette del passaggio delle merci derivanti dai suoi traffici. Ad agosto del 1618 il porto fu visitato da John Tradescant il Vecchio, che esplorò Jagry, l'isola posta di fronte al monastero. Quest'isola, denominata "Rose Island" nella tradizione inglese, divenne nota poiché Tradescant vi trovò una pianta rara che chiamò Rosa Moscovita.
I restanti edifici furono costruiti alla fine del periodo moscovita, mentre la cattedrale di San Nicola, a cinque cupole, è del 1670-1674, preceduta dalla chiesa dell'Assunzione (1664-1667), a cui è unita da una galleria. Dopo diversi decenni furono costruite le mura e le torri in legno; la torre meglio conservata venne trasportata dai sovietici a Kolomenskoe, Mosca, dove si trova ancora oggi.

### La città moderna
La parte moderna della città fu costruita a partire dal 1936 su ordine di Stalin. Ricevette lo status di città nel 1938. Fino al 1957 era chiamata Molotovsk (Мо́лотовск), in onore del ministro degli esteri Vjačeslav Michajlovič Molotov.
Durante la seconda guerra mondiale fu uno dei maggiori luoghi di approdo e scarico dei convogli artici che dal Regno Unito trasportavano i materiali utili allo sforzo bellico verso Murmansk ed Arcangelo. Per esempio la Empire Elgar, una nave da sollevamento pesante facente parte del convoglio PQ16 destinato ad Arcangelo, trascorse in porto otto settimane impegnata a scaricare alcune delle navi facenti parte del PQ17, uno dei preziosi convogli di aiuti alleati all'Unione Sovietica che aveva subito fortissime perdite a causa degli attacchi tedeschi nell'operazione Rösselsprung.
A Severodvinsk si trova la principale base navale strategica russa per i sottomarini nucleari, ed anche un grande cantiere di costruzione e riparazione (64.5817 N, 39.8307 E). Alcuni degli edifici del XVII secolo facenti parte del monastero sono stati adattati e fanno parte del complesso produttivo del cantiere.

## Società

### Evoluzione demografica
| 1939   | 1959   | 1970    | 1979    | 1989    | 2002    | 2017    |
| ------ | ------ | ------- | ------- | ------- | ------- | ------- |
| 21 300 | 78 700 | 144 700 | 197 200 | 248 700 | 201 551 | 183 255 |

A partire dagli anni cinquanta, quando Severodvinsk divenne un importante centro cantieristico e industriale, la città ha registrato una costante crescita della popolazione, legata principalmente alle opportunità lavorative offerte dall'economia locale. Con la fine dell'URSS si è registrato invece il fenomeno contrario: il ridimensionamento degli impianti e la conseguente perdita di numerosi posti di lavoro ha spinto molti abitanti a lasciare la città ed a trasferirsi altrove.

## Economia
Severodvinsk ospita, a partire dalla sua fondazione, diversi cantieri navali legati alla produzione bellica, in particolare quella di sottomarini. Con la crisi economica seguita alla dissoluzione dell'Unione Sovietica, l'economia locale, strettamente legata ai cantieri navali, risentì pesantemente a causa del crollo delle commesse da parte del nuovo stato russo. Successivamente parte degli impianti vennero riconvertiti per la produzione di imbarcazioni civili. Oggi Severodvinsk è uno dei principali porti cantieristici della Russia ed è il principale per la produzione di navi di grande tonnellaggio.
I principali cantieri attivi a Severodvinsk sono:
- Sevmash
- Zvёzdočka (sull'isola Jagry)
- Severnij Reijd
- Arktika
- Sevdormash

## Amministrazione

### Gemellaggi
Severodvinsk è gemellata con:
- Tiraspol
- Brjansk
- Mazyr
- Sumy
- Portsmouth (New Hampshire)

## Galleria d'immagini

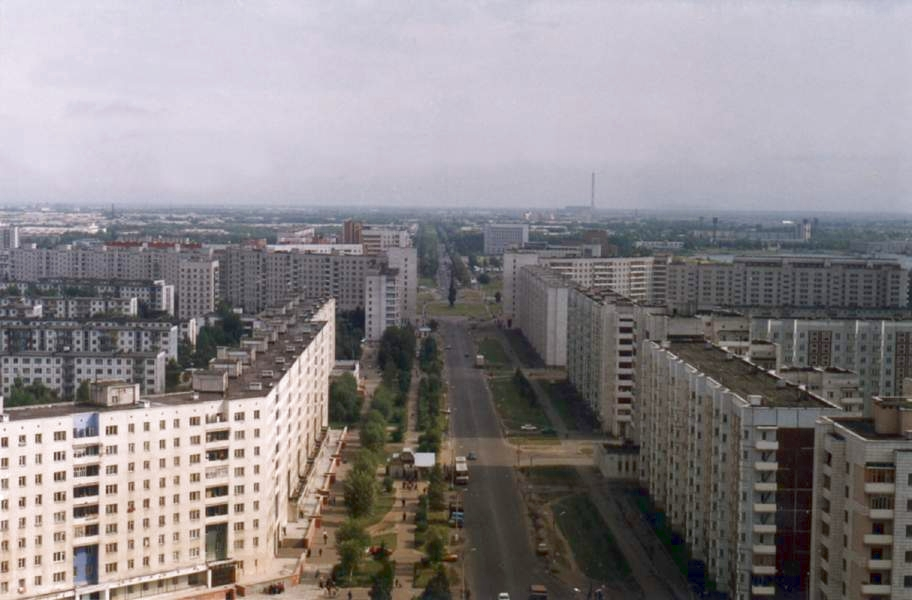
Ulitsa Lomonosova.
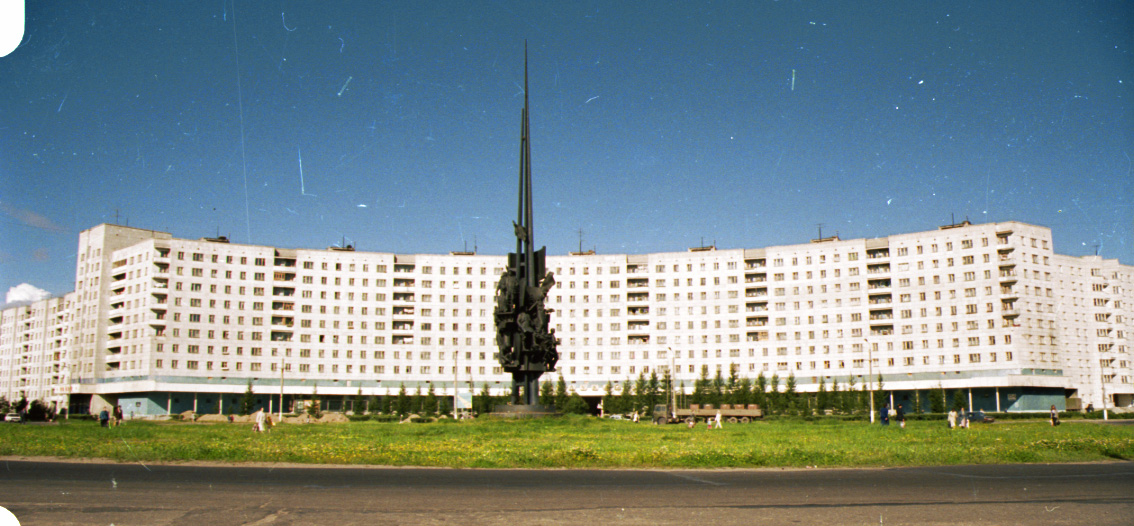
Monumento agli operai dei cantieri navali
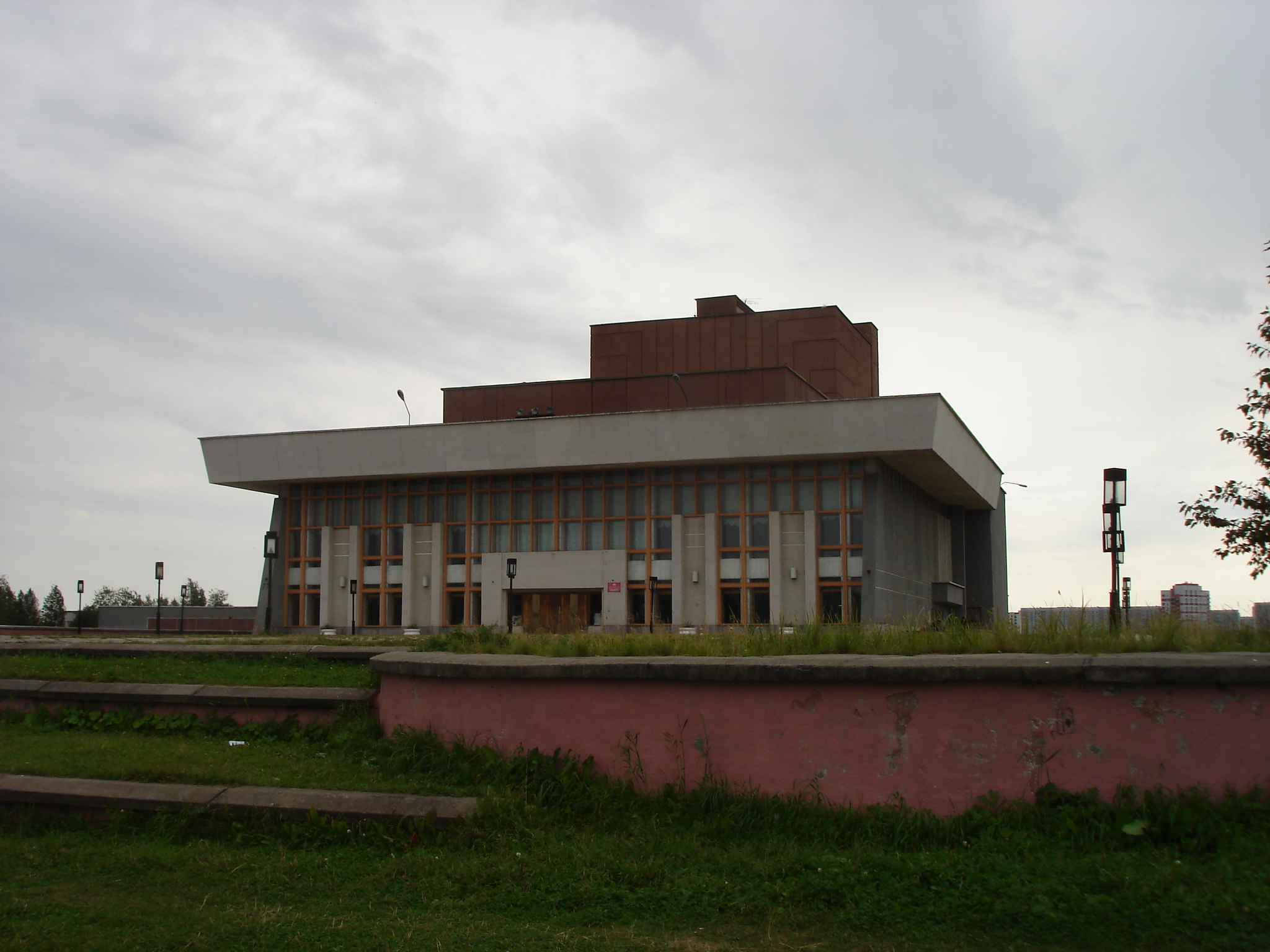
Teatro
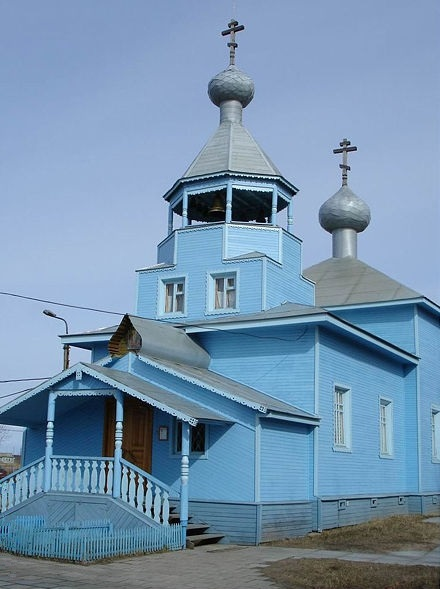
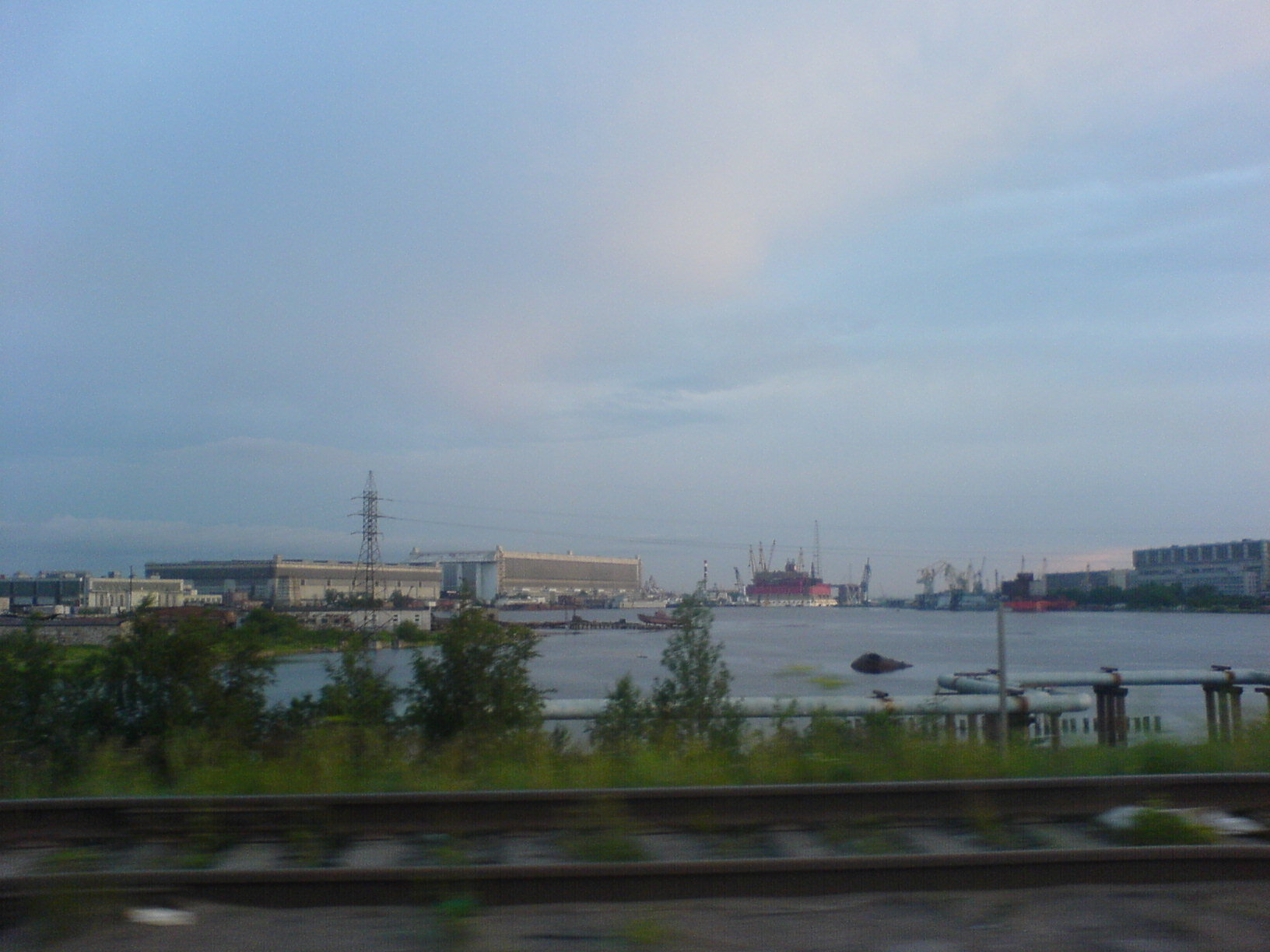
I cantieri navali Sevmash di Severodvinsk
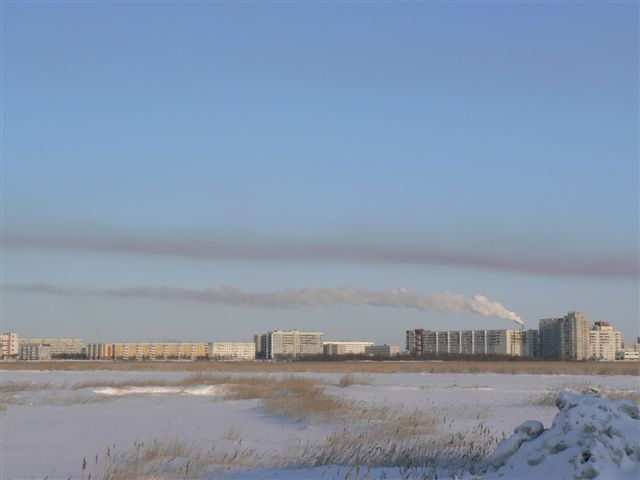
Veduta della città in inverno